# Piedra rúnica de Noleby
La Piedra rúnica de Noleby o Fyrunga es una piedra rúnica grabada en protonórdico con runas del futhark antiguo. Se descubrió en 1894 en la granja de Stora Noleby en Västergötland, Suecia. 
Fue datada por Sophus Bugge alrededor del año 600, la inscripción destaca porque aparece la expresión: runo [...] raginakundo que significa algo así como "runa de origen divino", que también aparede en la posterior piedra rúnica de Sparlösa y también en el poema eddico Hávamál. Esto es importante para el estudio de la mitología nórdica porque demuestra que la expresión así como el contenido de la Edda poética son realmente de la antigüedad escandinava.
Actualmente se encuentra en el museo nacional sueco de antigüedades de Estocolmo.

## Inscripción

### Transliteración
runo fahi raginakudo toj-a ¶ unaþou ÷ suhurah : susi(h)---tin ¶ hakuþo

### Transcripción al protonórdico
Runo fahi raginakundo toj[e'k]a. ... ... ... Hakoþuz.

### Traducción
Yo preparo la runa divina adecuada ... para Hakoþuz.